# Ahlam Mostaghanemi
Ahlam Mostaghanemi (även Ahlam Mustaghanimi; أحلام مستغانمي), född 1953, är en algerisk författare som har kallats "världens mest kända arabiskspråkiga kvinnliga författare". Forbes utsåg henne år 2006 till den mest framgångsrika arabiska författaren med fler än 2 300 000 sålda verk, samt en av de tio mest inflytelserika kvinnorna i Arabvärlden samt den ledande kvinnan inom litteraturen.